# Fernando Lancioni
Fernando Lancioni (Chiaravalle Ancona, 5 agosto 1909 – Genova, 22 maggio 1980) è stato un allenatore di calcio e calciatore italiano, di ruolo difensore.

## Carriera
Giocò in Serie A con Milan e Sampierdarenese. Militò poi nel Melzo, nel Cantù, nel Gubbio e nel Foligno.

## Palmarès

### Club

#### Competizioni nazionali
- Serie B: 1

Sampierdarenese: 1933-1934

#### Competizioni regionali
- Prima Divisione: 1

Cantù: 1938-1939